# Hard-top
L'hard-top, anche detto tetto-rigido o tettuccio-rigido o cupoletta, è una copertura rigida, in metallo o materiale plastico, utilizzata per coprire la parte superiore del abitacolo dei veicoli, in genere autovetture, in sostituzione del tetto.

## Definizione

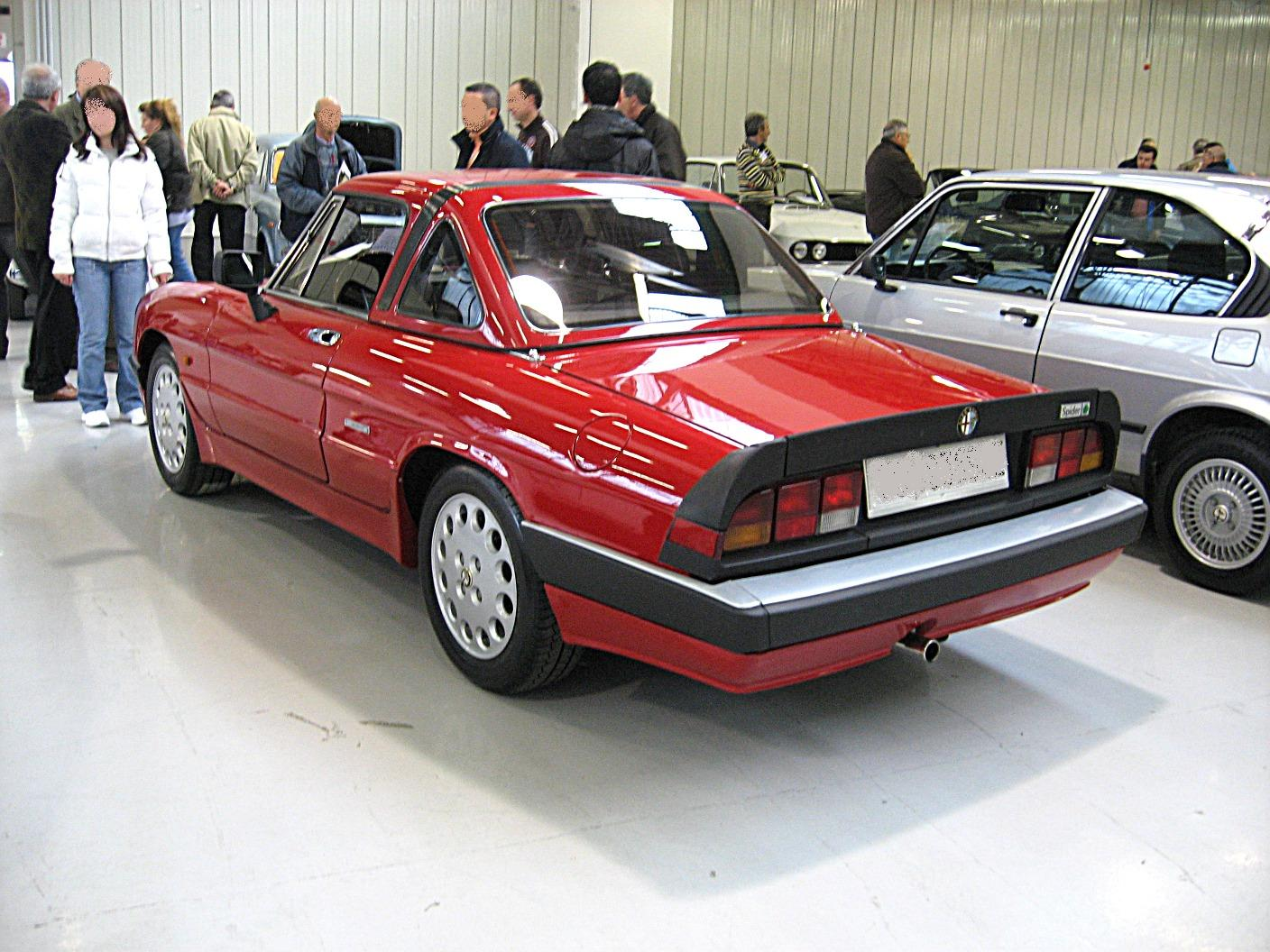
Alfa Romeo "Duetto" III serie (1983-1990) con hard-top

Generalmente, con il termine hard-top ci si riferisce alla capote rigida che si applica alle automobili spyder o cabriolet, ma viene anche usato per similari accessori da applicare ad aerei, natanti o altri veicoli.

## Descrizione

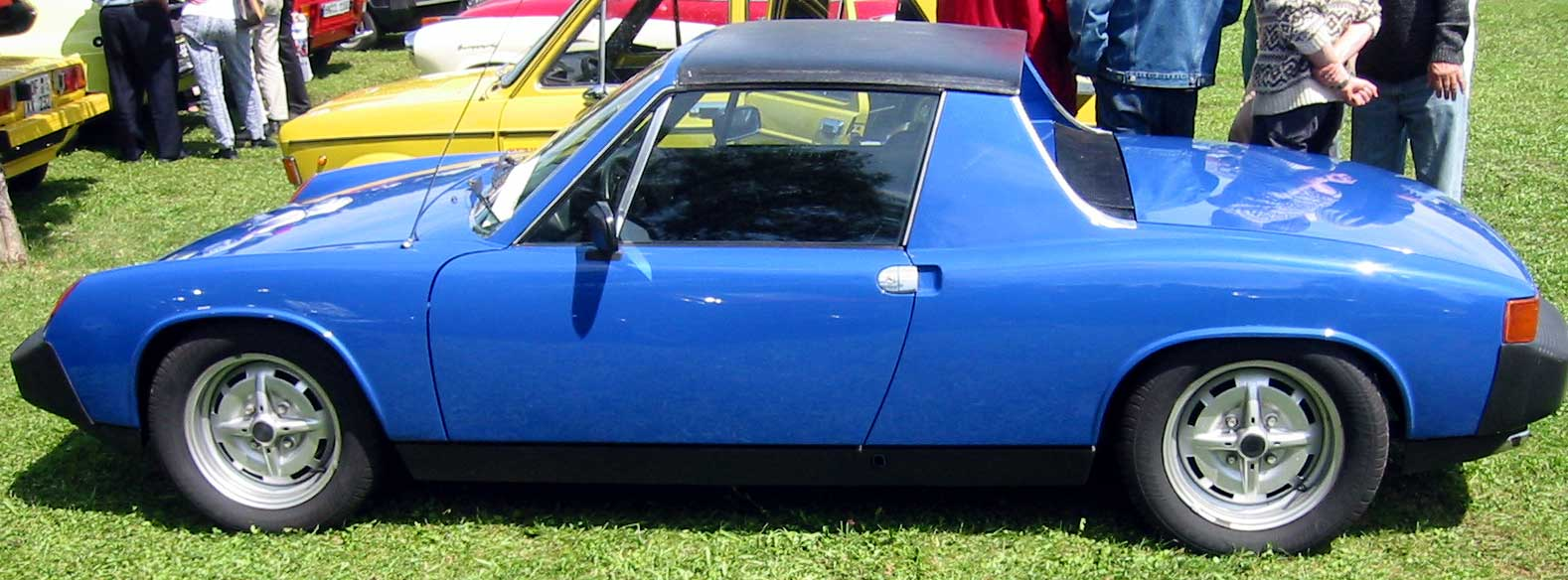
Dettaglio del tettuccio rigido nero su una Porsche 914, vettura di tipo targa

In campo automobilistico l'hard-top è un accessorio che viene montato sulle vetture scoperte, utilizzabile in luogo del tetto ripiegabile in tela, allo scopo di renderne più confortevole l'utilizzo nei periodi dell'anno climaticamente meno favorevoli. Rispetto alla capote in tela, infatti, l'hard-top offre una migliore tenuta dalla pioggia e dal vento, oltre a una maggiore proprietà di coibentazione dell'abitacolo. 
Esistono anche autovetture sportive come le barchetta o le targa, per le quali l'hard-top rappresenta l'unica copertura disponibile, da montare sulla cintura della carrozzeria, nel caso delle "barchetta" o sugli appositi montanti fissi, nel caso delle targa. 
Per quest'ultima tipologia l'hard-top è normalmente di piccole dimensioni e viene maggiormente usata la definizione di "tettuccio rigido".

## Storia

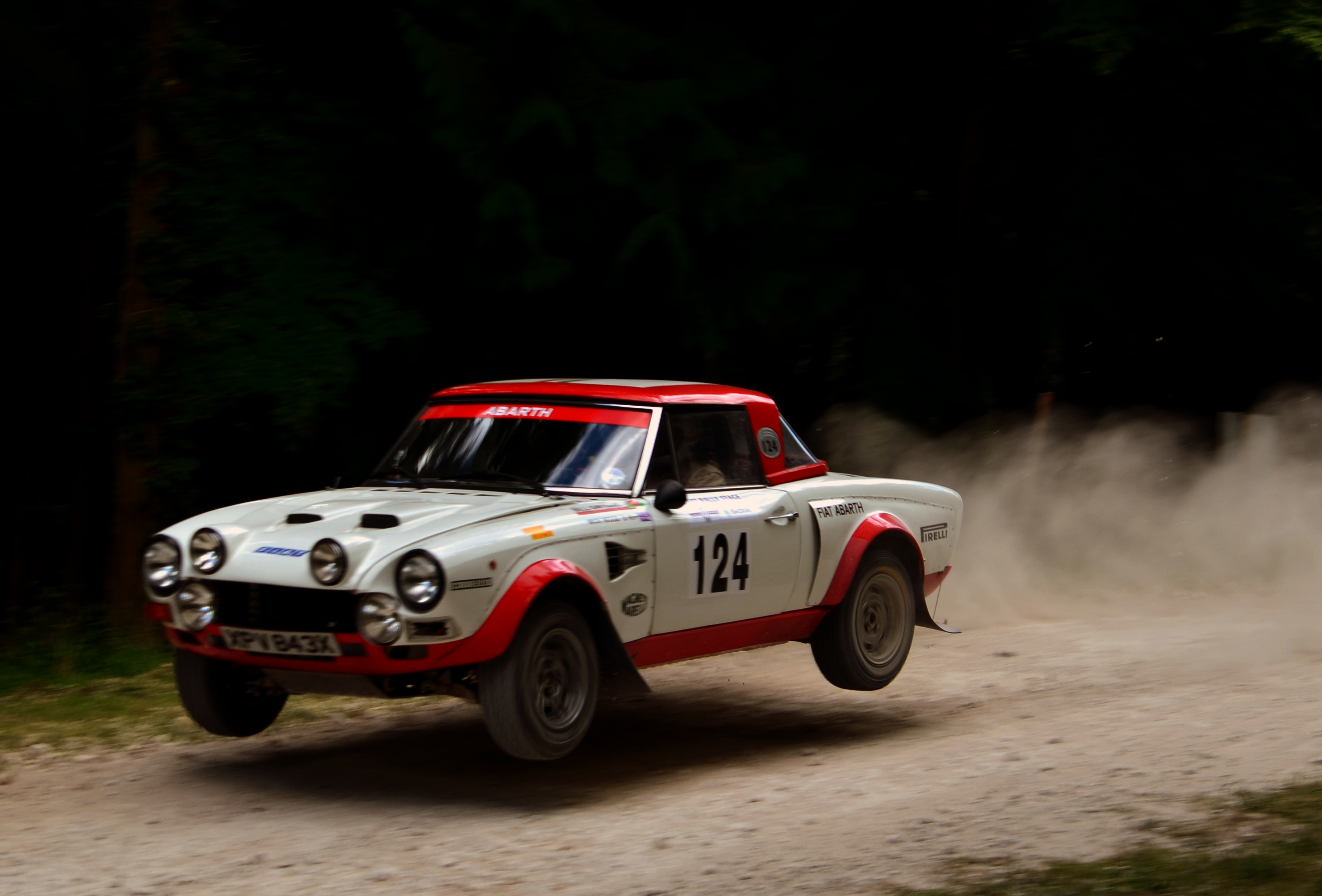
Fiat 124 Abarth Rally in azione al festival di Goodwood; notare il tettuccio fisso di colore rosso

A partire dal XXI secolo la produzione di automobili sulle quali è previsto il montaggio del hard-top, ha subìto un forte calo, in favore delle coupé-cabriolet. 
Sono rarissimi solo i casi di hard-top fissi, ovvero ancorati alla vettura in modo tale da non poter essere normalmente asportati, formando una parte integrante della struttura. Tale soluzione è stata adottata per la trasformazione di alcune vetture spider, in modo da poter raggiungere la conformità tecnica prevista dal regolamento della categoria sportiva di appartenenza, come nel caso della Fiat 124 Abarth Rally.
Nella tipologia automobilistica anglo-statunitense sono diffuse anche le vetture Hardtop, ovvero con capote fissa, la cui forma simula l'esistenza di un tetto rimovibile.
In campo aeronautico, il tettuccio viene più propriamente detto cupolino.